# 5225 Loral
Az 5225 Loral (ideiglenes jelöléssel 1983 TS1) a Naprendszer kisbolygóövében található aszteroida. Edward L. G. Bowell fedezte fel 1983. október 12-én.